# Isaya Klein Ikkink
Isaya Klein Ikkink, född 13 maj 2003 i Vlaardingen, är en nederländsk friidrottare som tävlar i kortdistanslöpning.

## Karriär
Vid inomhusvärldsmästerskapen i friidrott 2024 tog Isaya Klein Ikkink brons på 4 x 400 meter med det nederländska laget.  Vid OS 2024 tog Eugene Omalla guld i den mixade stafetten 4 x 400 meter.